# Catacumba de São Pancrácio

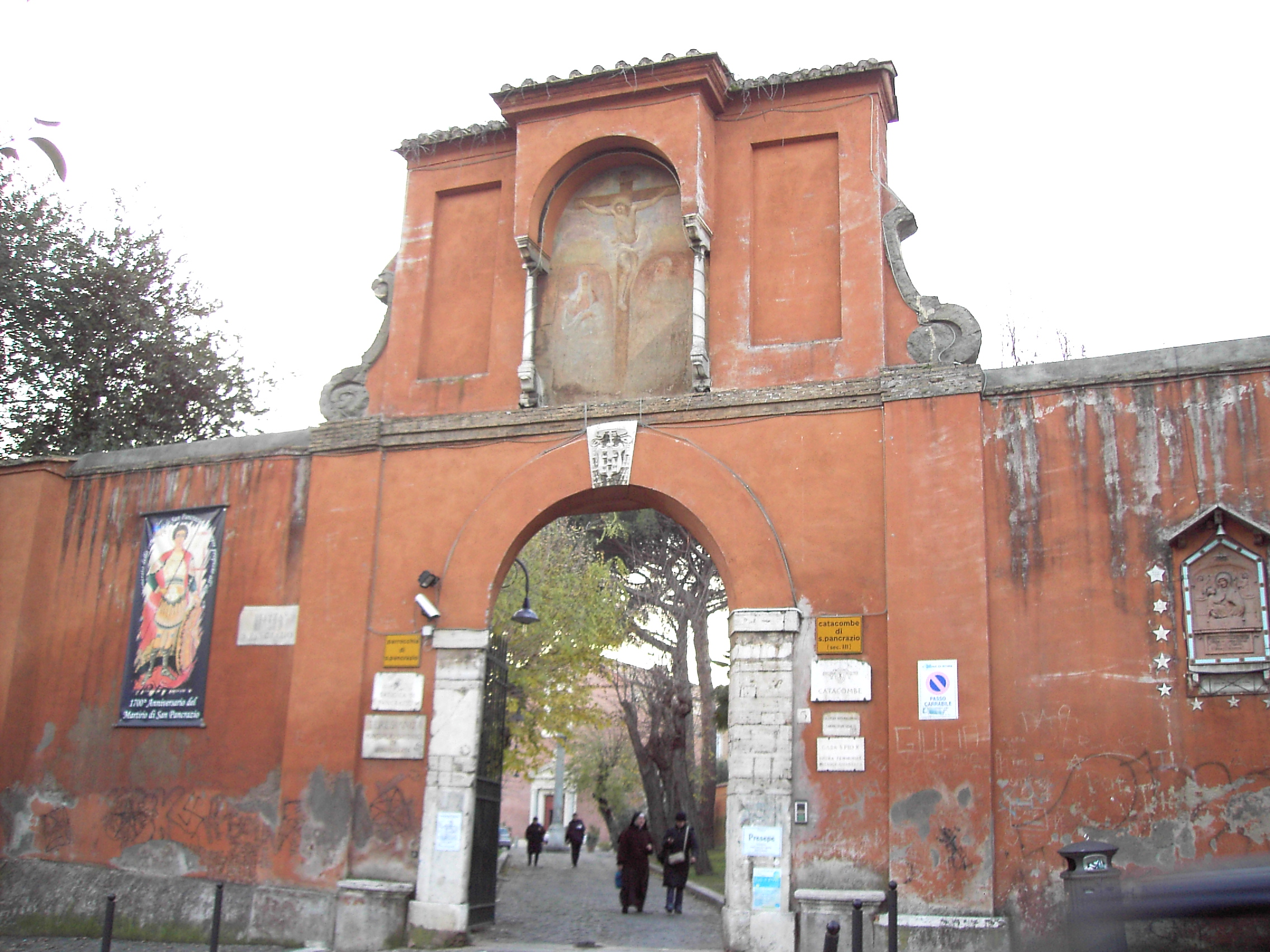
Entrada do complexo

Catacumba de São Pancrácio, conhecida também como Catacumba de Otavila, é uma catacumba romana localizada na moderna Piazza San Pancrazio, no quartiere Gianicolense de Roma, perto da basílica de San Pancrazio.

## Mártires
Esta catacumba é conhecida sobretudo com o nome do principal mártir sepultado ali, São Pancrácio, um nativo da Frígia que se mudou para Roma com seu tio Dionísio depois da morte de seus pais. Ele foi decapitado em 304 depois de ter se recusado a realizar um sacrifício aos deuses romanos. Seu corpo, abandonado na Via Aurélia, foi recuperado por uma matrona romana chamada Otavila, responsável pelo seu sepultamento num sepulcro nas imediações, possivelmente num terreno de sua propriedade. O culto a São Pancrácio se difundiu bastante durante a Idade Média e a catacumba onde ficava seu túmulo é uma das poucas de Roma que sempre ficou aberta aos peregrinos e nunca caiu no esquecimento. A primeira menção ao martírio de Pancrácio está no Martirológio de São Jerônimo, que fixou a data em 12 de maio.
As fontes antigas, em particular os itinerários para peregrinos, relembram outros mártires sepultados com São Pancrácio: Artêmio, Paulino, Sofia e suas três filhas, Fé, Esperança e Caridade. A sepultura destas últimas quatro provavelmente pode ser identificada como sendo o chamado "Cubículo de Santa Sofia".

## História

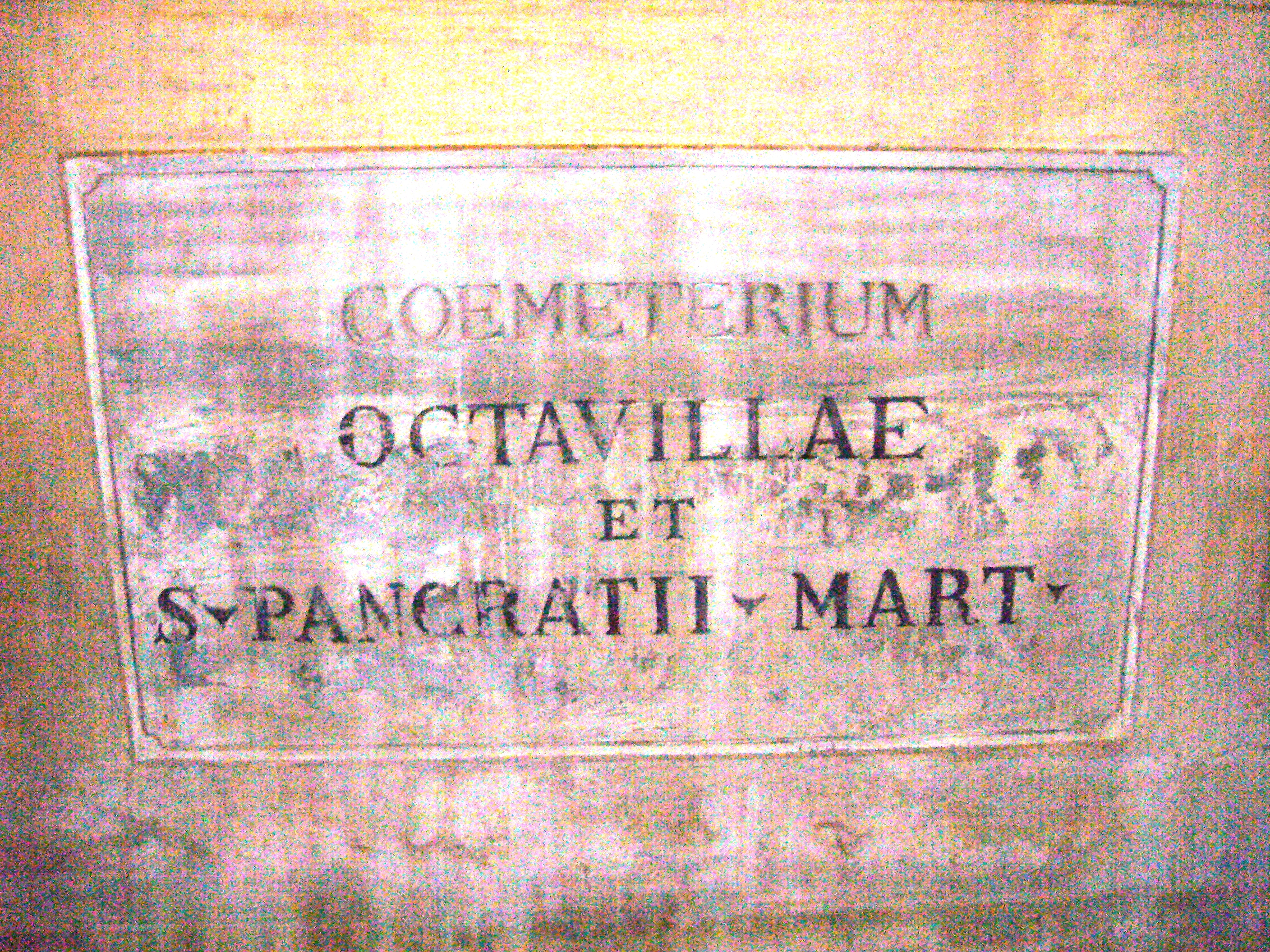
Placa identificando a catacumba.

Entre o final do século IV e início do V, o papa Símaco mandou construir na superfície uma basílica e um complexo termal em homenagem ao mártir. Em 594, o papa Gregório I (r. 590–604) construiu no local um mosteiro. Em 625, o papa Honório I (r. 625–638) reconstruiu a basílica, então com três naves.
Como já dito, São Pancrácio é uma das poucas catacumbas de Roma a não cair no esquecimento no decorrer dos séculos, apesar de ela ter sido confundida com outras catacumbas que também ficavam ao longo da Via Aurélia. Antonio Bosio estudou a fundo o cemitério, mas o confundiu a Catacumba de Calepódio. Foi Giovanni Battista de Rossi, no século XIX, que distinguiu as duas.
Escavações realizadas no início da década de 1930 sob o pavimento da basílica de San Pancrazio levaram à descoberta de uma estrada da época romana que atravessava diagonalmente a basílica; além disso foram descobertos mausoléus e túmulos, seja no interior da basílica, seja na praça que ficava em frente, o que demonstrou que a catacumba hipogeia compreendia também uma necrópole na superfície.

## Descrição
Apesar da continuidade histórica, a catacumba não chegou até os tempos atuais em perfeitas condições: as galerias foram muito devastadas e a visitação está hoje reduzida a um trecho mínimo. O cemitério hipogeu é separado em três regiões principais.
A primeira região fica sob o transepto esquerdo da basílica e atrás da abside; a entrada original fica na nave esquerda. Esta região foi visitada na primeira metade do século XX pelo padre Fusciardi. 
Na nave da direita, um alçapão leva à segunda região, que se estende sob a praça de frente para a basílica. Nesta é possível visitar o "Cubículo de Bótris", em cuja lápide sepulcral está uma inscrição que o identifica como um christianós, um termo pouco frequente em cemitérios cristãos, o "Cubículo de São Félix", que remonta ao final do século III e início do IV, decorado em estilo linear vermelho com elementos marinhos (navios e peixes), e o "Cubículo de Santa Sofia", onde está um arcossólio revestido em gesso branco com quatro sepulturas que, acredita-se, pertencia a Santa Sofia e suas três filhas.
Finalmente, a terceira região se estende sob o convento. Nesta são predominantes os cristogramas constantinianos, o que levou os estudiosos a determinarem que esta parte da catacumba teria sido aberta no século IV.